# Caged
Caged (bra: À Margem da Vida; prt: Encarcerada) é um filme norte-americano de 1950, do gênero drama, dirigido por John Cromwell, com roteiro de Virginia Kellogg e Bernard C. Schoenfeld.

## Produção
Considerado o mais importante filme do subgênero "prisão de mulheres", Caged combina drama social com film noir.
O roteiro deriva de um conto escrito pelos próprios autores, que passaram alguns meses fazendo pesquisa em penitenciárias femininas. O resultado mostra a influência corruptora que prisões podem ter sobre pessoas que não são necessariamente criminosas.

## Sinopse
Marie Allen é condenada por ter ajudado o marido em um pequeno roubo. Enviada para a prisão, descobre que está grávida e fica sob a supervisão da sádica carcereira Evelyn Harper. Marie aos poucos fica desiludida com os caminhos por onde envereda nossa sociedade. Apesar da ajuda e compreensão que recebe da diretora Ruth Benton, ela enrijece o coração e, de frágil vítima das circunstâncias, transforma-se em uma prisioneira implacável. 

## Principais premiações
| Evento/Prêmio      | Categoria                   | Recipiente                              | Situação                    |
| ------------------ | --------------------------- | --------------------------------------- | --------------------------- |
| Oscar 1951         | Melhor atriz                | Eleanor Parker                          | Indicada                    |
| Oscar 1951         | Melhor atriz coadjuvante    | Hope Emerson                            | Indicada                    |
| Oscar 1951         | Melhor roteiro original     | Virginia Kellogg, Bernard C. Schoenfeld | Indicado                    |
| Festival de Veneza | Leão de Ouro (melhor filme) | Leão de Ouro (melhor filme)             | Indicado[carece de fontes?] |
| Festival de Veneza | Coppa Volpi (melhor atriz)  | Eleanor Parker                          | Venceu[carece de fontes?]   |

## Elenco
| Ator/Atriz      | Personagem         |
| --------------- | ------------------ |
| Eleanor Parker  | Marie Allen        |
| Agnes Moorehead | Ruth Benton        |
| Ellen Corby     | Emma Barber        |
| Hope Emerson    | Evelyn Harper      |
| Betty Garde     | Kitty Stark        |
| Jan Sterling    | Smoochie           |
| Lee Patrick     | Elvira Powell      |
| Olive Deering   | June Roberts       |
| Jane Darwell    | Chefe da solitária |
| Sheila Stevens  | Helen              |